# اصطلاح در زبان انگلیسی
اصطلاح‌ها در زبان انگلیسی گروه‌هایی از واژه‌ها هستند که مجموعاً و متفقاً دارای درک و معنایی استثنائی و ویژه می‌باشند. مفهوم اصطلاح‌ها را نمی‌توان از معنا کردن تک‌تک لغات تشکیل‌دهندهٔ آن‌ها حدس زد. اصطلاح‌های انگلیسی همانند اصطلاح‌های دیگر زبان‌ها کلمه‌ها، عبارت‌ها و بیان‌هایی هستند که به شکلی رایج در گفتگوهای روزمره انگلیسی‌زبان‌ها استفاده می‌شوند. آن‌ها اغلب استعاری بوده و به زبان، تنوع و روح می‌دهند. اصطلاح‌ها مربوط به بخش استعاری زبان بوده و با فرهنگ آن زبان عجین هستند. فعل‌های عبارتی نیز از دید معنایی و فهم به نحوی یک اصطلاح محسوب می‌شوند. اصطلاح‌های انگلیسی از لحاظ ساختاری واژه به اقسام گوناگون رده‌بندی می‌شوند که عبارت‌اند از: ترکیب فعل و مفعول، فعل و مسند، فعل و عبارت قیدی، عبارت همراه حرف اضافه، عبارت ترکیبی، تشبیه، دو واژه‌ای، سه واژه‌ای، جمله‌واره کامل.
اصطلاح‌ها در برخی واژه‌نامه‌ها به صورت برجسته و پر رنگ و در زیر واژه مورد نظر (کلید واژه) قرار می‌گیرند. واژه‌نامه‌های سری لانگمن از این دسته هستند. اصلاح‌های مترادف به اصطلاح‌هایی می‌گویند که تقریباً هم‌معنای یکدیگر بوده و استفاده از آن‌ها در یک حوزه کاربرد دارد.
به عبارتی دیگر؛ اصطلاح‌ها عبارت‌های ویژه‌ای هستند که تقریباً به وسیله بیشتر افراد یک ملت یا فرهنگ مشخص، شناخته شده، پذیرفته شده و مرسوم هستند.
مثلاً در فارسی اصطلاح دست شما درد نکند برای همه شناخته شده و مورد پذیرش است.

## تاریخچه
هر اصطلاحی در زبان انگلیسی دارای تاریخچه و داستانی است؛ مثلاً ریشه اصطلاح «The pen is mightier than the sword» به معنای «قلم از شمشیر قدرتمندتر است» به سده ۱۷ میلادی بازمی‌گردد. در آن مقطع زمانی روزنامه‌ای به وسیله حکومت بریتانیا بسته می‌شود و مردم برای بیان سخنان خود به نوشتن شب‌نامه گرایش پیدا می‌کنند، بنابراین این اصطلاح از آن هنگام رایج شد. اصطلاح «An apple a day keeps the doctor away» نیز به زمان روم باستان بر می‌گردد. مردم روم در آن زمان بر این باور بودند که سیب دارای قدرت جادویی است و خاصیت ویژه‌ای در درمان بیماری‌ها دارد.

## تعریف و مفهوم
اصطلاح‌ها؛ عبارت‌ها، مجموعه واژه‌ها و توصیف‌هایی هستند که معانی و ترجمه‌شان از کلمه‌های تشکیل دهنده آن‌ها حاصل نمی‌گردد. به عبارت دیگر اصطلاح‌ها گروه‌هایی از واژه‌ها هستند که مجموعاً و متفقاً دارای درک و معنایی استثنائی و ویژه می‌باشند که مفهوم آن‌ها را نمی‌توان از معنا کردن تک تک لغات تشکیل دهنده آن‌ها حدس زد.

اصطلاح سیاست چماق و هویج در زبان انگلیسی رایج است. این اصطلاح در بسیاری از زبان‌های دیگر نیز متداول است.

اصطلاح‌ها دارای مفهوم اختصاصی بوده که پیام آن متفاوت از پیام استنباط شده از کنار هم قرار گرفتن معنای تک تک کلمات سازنده آن جمله است به عبارتی معنی اصطلاح‌ها مختص به خود بوده و با معنی مستقیم و عادی کلمات تشکیل دهنده آن‌ها بسیار متفاوت است.
زبان‌آموزان و کسانی که زبان مادری‌شان انگلیسی نیست، ممکن است مفهوم و مقصود هر اصطلاحی را درک نکنند زیرا آن‌ها با فرهنگ آن کشور و کاربرد اجتماعی آن اصطلاح بیگانه هستند. در تعریفی دیگر، اصطلاح‌های انگلیسی؛ کلمه‌ها، عبارت‌ها و بیان‌های هستند که به شکلی رایج در گفتگوهای روزمره انگلیسی زبان‌ها استفاده می‌شوند. آن‌ها اغلب استعاری هستند و به زبان تنوع و روح می‌دهند.
اصطلاح‌ها همانند استعاره‌ها، تشبیه‌ها و متل‌ها مفهومی تمثیلی، درکی استعاری، اثری خاص و توصیفی خیالمند دارند. معنای آن‌ها همیشه شفاف و هویدا نیست و گاهی مقصودی مبهم و پیچیده دارند. اصطلاح‌ها مربوط به بخش استعاری زبان هستند و با فرهنگ آن زبان عجین هستند. فعل‌های عبارتی نیز از دید معنایی و فهم به نحوی یک اصطلاح محسوب می‌شوند.
بهره‌گیری و استفاده از اصطلاح‌ها به طریقی صحیح و در جایی مناسب به میزان تسلط و چیرگی زبان‌آموزان سطح پیشرفته و انگلیسی زبانان مرتبط است. به عنوان مثال اسم در اصطلاح chequered career∗ (اینجا: career) و فعل در اصطلاح catch someone's interest∗ (اینجا: catch) می‌تواند قابل تعویض با اسم‌ها یا فعل‌های دیگر باشد، مثلاً می‌توان گفت: chequered history یا seize someone's imagination نوعی توانایی در انعطاف لغوی و بهره‌گیری واژگانی است که در سطوح دانشجویان دوره‌های لیسانس یا بالاتر در بریتانیا دیده می‌شود. اصطلاح‌ها برای بسیاری از زبان آموزان دشواری‌های ساختاری و معنایی دارند به‌طوری‌که از به کار بردن آن‌ها خودداری می‌کنند؛ مثلاً اصطلاح‌های fill the bill∗ و spill the beans∗ همان‌طور که در مورد خصوصیت اصطلاح‌ها اشاره شد معنایی مصطلح دارند و باید برای درک آن‌ها از فهم و ترجمه ابتدایی تک تک واژگان تشکیل دهنده بر حذر بود. بهترین رویه برای درک و فهم یک اصطلاح انگلیسی این است که آن اصطلاح را در متن بررسی کنیم. به عنوان مثال وقتی شخصی می‌گوید:

« اصطلاح‌ها مفهومی دارند که آن را نمی‌توان از تک تک کلمه‌های آن‌ها استنتاج کرد. »

جی بی سایکس
درک کلی و ترجمه مفهومی متن، بر این نکته دلالت دارد که driving round the bend اصطلاحی است که بر خلاف معنای مستقیم آن، ربطی به پیچیدن و دور زدن با خودرو در پیچ یک جاده ندارد. متن در خصوص ناکارایی یک بازکننده قوطی کنسرو صحبت می‌کند که پیامد ناخوشایندی بر کاربر این ابزار گذاشته‌است.
در جدول زیر به تفاوت معنایی برگردان اصطلاح‌ها (ستون ۳) و برگردان حقیقی و اصلی واژه‌های تشکیل دهنده (ستون ۴) آن‌ها توجه کنید:
| ردیف | صورت کلی اصطلاح                           | مثال                                           | برگردان فارسی مثال                                 | واژه‌ها                                  |
| ---- | ----------------------------------------- | ---------------------------------------------- | -------------------------------------------------- | --------------------------------------- |
| ۱    | ∗ to have someone on                      | I'm not having you on                          | من بهت چاخان نمی‌گویم.                              | have (داشتن، خوردن) on (روی، بر)        |
| ۲    | ∗ to kick the bucket                      | The oldman finally kicked the bucket at 83     | سرانجام پیرمرد در سن ۸۳ سالگی ریغ رحمت را سر کشید. | kick (لگد زدن) bucket (سطل)             |
| ۳    | ∗to go dutch                              | Let's go dutch                                 | دانگی حساب کردن                                    | go (رفتن) dutch (زبان هلندی، شخص هلندی) |
| ۴    | ∗to be all in                             | I am all in                                    | خیلی خسته‌ام.                                       | all (همه) in (در، درون)                 |
| ۵    | ∗have a checkered history/career/past etc | Mr Abbasi has had a checkered career for years | شغل آقای عباسی برای سال‌ها در فراز و نشیب بوده‌است   | checkered (شطرنجی)                      |

اصطلاح‌ها معمولاً در مکالمه‌های روزمره و گفتگوهای غیررسمی به کار می‌روند. به عنوان مثال اصطلاح to have got a screw loose (به فارسی: بالا خانه را اجاره دادن) را نمی‌توان در شرایط رسمی به کار برد. همچنین اصطلاح dark horse به افراد تودار و مرموز گفته می‌شود که کاربردی غیررسمی دارد.
در تمام زبان‌ها، جملات و عباراتی هستند که به صورت تحت لفظی و کلمه به کلمه مفهوم نمی‌باشند، حتی اگر تمام لغات جمله و دستور زبان ساختاری آن‌ها را بتوان شناخت، معنا و مفهوم عبارت مورد نظر ممکن است هنوز گیج‌کننده باشد. بسیاری از مثل‌ها، عبارت‌های غیررسمی و نقل قول‌های متداول در زمره این توصیف می‌باشند. به این جملات یا عبارات، اصطلاح می‌گویند.
تکه کلام‌ها و کنایه‌های خیابانی و کوچه بازاری هم دارای معناهایی ثانوی هستند و نوعی اصطلاح به‌شمار می‌آیند. یه عنوان نمونه اصطلاح happy dust که از دو واژه happy (شاد و خوشحال) و dust (گرد و غبار) تشکیل شده‌است در معنای متداول به کوکائین گفته می‌شود. همچنین واژه tomato (گوجه فرنگی) برای دختران زیبا و جذاب کاربرد دارد.
استفاده از اصطلاح‌ها در نوشته زبان آموزان، متن آنان را گیراتر، طبیعی‌تر و بومی‌تر می‌کند. به کار بردن اصطلاح‌ها در نامه‌ها و متون آسان نیست و باید اصولی انجام گیرد. باید این نکته را مد نظر قرار داد که هر اصطلاحی را نباید در هر متنی به کار برد، در واقع اکثر اصطلاح‌ها برای گفتگوها و محیط‌های غیررسمی کاربرد دارند.

راهنمای استفاده از اصطلاح‌ها در کتاب لغت‌نامه لانگمن:
۱- با کاوش اصطلاح‌ها در واژه‌نامه‌ها و فرهنگ‌های لغت، از معنی و کاربرد حقیقی آن‌ها مطمئن شوید.
۲- این موضوع را در مورد یک اصلاح جویا شوید که آیا اصطلاح مد نظر معمولی، غیررسمی یا کوچه بازاری است.
۳- همیشه این‌طور نیست که بتوان ترجمه دقیقی از یک اصطلاح ارائه کرد.
۴- استفاده از اصطلاح‌ها سرگرم‌کننده و دلپذیر است ولی به‌کارگیری آن‌ها در حد زیاد و افراط، متن و نوشته را عجیب و غیرطبیعی می‌کند.

گاهی معنای اصطلاح‌ها به آسانی قابل حدس هستند و گاهی هم معنای آن‌ها را نمی‌توان به سادگی حدس زد و تشخیص مفهوم و ترجمه آن‌ها با استفاده از کلمات تشکیل دهنده آن‌ها ممکن نیست. در جملات ۱ و ۲ معنا قابل حدس زدن است اما معنای نمونه‌های ۳ و ۴ را نمی‌توان به سادگی حدس زد.
- ۳. The accident  curled my hair. (تصادف من رو شوکه کرد)
- 4. She is beating around the bush. (داره طفره می‌ره)
- 1. We changed our mind. (تصمیم دیگری گرفتیم)
- 2. Don't  kill the time. (وقت رو تلف نکن)

وایت بولینگر زبانشناس آمریکایی در تعریف اصطلاح‌ها می‌گوید:
« اصطلاح‌ها گروه‌هایی از واژگان هستند که معنی و مفهومی ثابت دارند که نمی‌توان درک و ترجمه آن‌ها را با برآورد کردن مفهوم کلمه‌ها به شیوه‌ای جداگانه و با در کنار هم قرار دادن آن‌ها به دست آورد. »

(Aspects of Languages) کتاب سیمای زبان‌ها
اصطلاح‌ها نوعی عبارات ثابت و بدون تغییر هستند. آن‌ها عمدتاً در توضیحات و بیان‌های شخصی و در یک موقعیت خاص ایراد می‌گردند. اصطلاح‌ها برخی اوقات کالبدی فکاهی و طنز و در بعضی موارد کاربردی کنایه‌دار و طعنه‌آمیز دارند. اصطلاح‌ها غیررسمی و محاوره‌ای هستند، آن‌ها را در ادبیات عامیانه به کار می‌برند، از این رو زبان آموزان باید از استفاده آن‌ها در گفتگوها و مکاتبات رسمی بپرهیزند. با وجود این که اصطلاحات اغلب توسط کسانی استفاده می‌شود که زبان مادریشان انگلیسی بوده و این زبان را روان و رسا صحبت می‌کنند اما برای فصیح و راحت بودن در گفتگوها به زبان انگلیسی به ویژه در محیط‌های رسمی و تشریفاتی، باید از به‌کارگیری اصطلاح‌ها اجتناب کرد.
اصطلاح‌ها در مکاتبات غیررسمی و خودمانی نیز کاربرد دارند و برای یادگیری زبان انگلیسی مهم و همچنین دلپذیر هستند. نامه مقابل یک نامه غیررسمی است که چند اصطلاح در آن استفاده شده‌است. drop-dead gorgeous به معنای خیلی خوش‌تیپ،
to have a thing about something به معنای چیزی را خیلی دوست داشتن و to pop the question به معنای خواستگاری کردن است.
با وجود این که استفاده از اصطلاح‌ها در شرایط رسمی و تجاری توصیه نمی‌گردد ولی برخی از آن‌ها در محیط‌های کاری و بازرگانی هم استفاده می‌شوند.
- مثال: The negotiations continued down to the wire but they ended successfully
ترجمه: مذاکرات با نارضایتی طرفین پیش رفت اما در آخر با موفقیت به پایان رسید.[۳۷]
- مثال: The accountant spent several days trying to balance the books of his company
ترجمه: حسابدار شرکت چند روز تلاش کرد تا حساب‌های به هم ریخته شرکت را راست و ریس کند.[۳۸]

روزنامه‌نگاران به منظور جالب‌تر و پرنشاط‌تر کردن تیترهای خبری و مقاله‌ها از اصطلاح‌ها زیاد بهره می‌برند.
- خبر زیر که نقل قولی از جو بایدن است دارای اصطلاح The ball is in somebody court (به معنای توپ در زمین کسی بودن) است:

## انواع اصطلاح
اصطلاح‌های انگلیسی از لحاظ ساختاری واژه به اقسام گوناگون رده‌بندی می‌شوند. که عبارتند از: ترکیب فعل و مفعول، فعل و مسند، فعل و عبارت قیدی، عبارت همراه حرف اضافه، عبارت ترکیبی، تشبیه، دو واژه‌ای، سه واژه‌ای، جمله‌واره کامل.
| ساختار اصطلاح                                   | مثال                        | معادل فارسی               |
| ترکیب فعل و مفعول، فعل و مسند، فعل و عبارت قیدی | kill two birds by one stone | با یک تیر دو نشان زدن     |
| عبارت همراه حرف اضافه                           | in the blink of an eye      | در یک چشم به هم زدن       |
| عبارت ترکیبی                                    | a bone of contention        | موضوع بحث‌برانگیز روز      |
| تشبیه                                           | as innocent as a lamb       | بی‌گناه (مثل بره)          |
| دو واژه‌ای                                       | rough and ready             | ساده و بی‌آلایش            |
| سه واژه‌ای                                       | cool, calm and collected    | آرام و خونسرد             |
| جمله‌واره کامل                                   | to cut a long story short   | به اجمال گفتن، خلاصه گفتن |

در واژه نامهٔ اصطلاح‌های انگلیسی انتشارات دانشگاه آکسفورد (Oxford Dictionary of English Idioms)، تقسیم‌بندی مفصل‌تری آمده‌است. این کتاب اصطلاح‌ها را به دو رده بزرگ اصطلاح‌های عبارت‌گونه (Phrase idioms) و اصطلاح‌های جمله‌واره (Clause idioms) تقسیم‌بندی می‌کند. در گروه‌بندی جزئی‌تر اصطلاح‌های عبارت‌گونه به رده‌بندی زیر تقسیم می‌شوند:
- اصطلاح‌های عبارت‌گونه اسمی
- مثال: a crashing bore (شخص یا چیز ملالت‌آور یا کسل‌کننده)
- اصطلاح‌های عبارت‌گونه صفتی
- مثال: free with someone money/criticism etc  (استفاده فراوان از پول کسی، به دفعات زیاد مورد انتقاد قرار گرفتن)
- اصطلاح‌های عبارت‌گونه به همراه حرف اضافه
- مثال: in the nick of time (در آخرین لحظه، دقیقه ۹۰)
- اصطلاح‌های عبارت‌گونه قیدی
- مثال: as often as not (همیشه، مکرراً)

 همچنین اصطلاح‌های جمله‌واره نیز به رده بندی زیر تقسیم می‌شوند:
- اصطلاح‌های جمله‌واره (فعل و مسند)
- مثال: go berserk (عصبانی شدن)
- اصطلاح‌های جمله‌واره (فعل و مفعول مستقیم)
- مثال: ease someone's mind (به کسی آرامش دادن، مرهم درد کسی بودن)
- اصطلاح‌های جمله‌واره (فعل و مسند و مفعول مستقیم)
- مثال: paint the town red (از سر شادی به جاهای مختلف رفتن و خوشگذرانی کردن)
- اصطلاح‌های جمله‌واره (فعل و مفعول مستقیم و مفعول غیر مستقیم)
- مثال: do somebody credit (در خور تحسین بودن)
- اصطلاح‌های جمله‌واره (فعل و مفعول مستقیم و [صفت فرعی، ادات، گروه قیدی یا قید])
- مثال: take something amiss (ناراحت شدن به دل گرفتن)

## جستجو در واژه‌نامه‌ها
مفهوم اصطلاح‌ها چیزی جدا از معنای تک تک آن‌ها است. پرسشی که در اینجا مطرح است این است که چگونه می‌توان معنی یک اصطلاح را در یک واژه‌نامه پیدا کرد؟ در واژه‌نامه‌های کامپیوتری یا برخط، به دلیل وجود موتور جستجو، با تایپ یک واژه از اصطلاح یا همه اصطلاح می‌توان به تعریف آن رسید اما در واژه‌نامه‌های سنتی یا چاپی چه باید کرد؟ اصطلاح‌ها معمولاً از چند واژه تشکیل شده‌اند، پس برای یافتن معنی اصطلاح در واژه‌نامه‌ها چه باید کرد و کدام کلمه از اصطلاح را مد نظر قرار داد؟ پاسخ این سؤال این است که در انتهای فرهنگ‌های لغت فهرستی از کلمه‌ها وجود دارد که به صورت الفبایی چیده شده‌اند، این کلمات را کلمات کلیدی می‌گویند. هر اصطلاح با یک یا چند واژه تشکیل دهنده آن (کلمات کلیدی) ربط داده شده‌است و با مشاهده فهرست به راحتی می‌توان اصطلاح را یافت.
اصطلاح‌ها در برخی لغت‌نامه‌ها به صورت برجسته و پر رنگ و در زیر واژه مورد نظر (کلید واژه) قرار می‌گیرند. واژه‌نامه‌های سری لانگمن از این دسته هستند. در لغت‌نامه‌های آکسفورد، اصطلاح‌ها با اندازه قلم ریزتر از کلید واژه و گاهی با رنگی دیگر و در زیر آن‌ها جای می‌گیرند.
در دیکشنری برخط آکسفورد اصطلاح‌ها در بخشی مجزا و در زیر کلید واژه آورده شده‌اند.
در واژه‌نامه پیشرفته آکسفورد از علامت   IDM (مخفف:Idiom) نیز در کنار ریز کردن اصطلاح‌ها، استفاده می‌شود.
در فرهنگ معاصر انگلیسی به فارسی نیز اصطلاح‌ها به صورت ریزتر در زیر کلید واژه قرار گرفته‌اند.

## اصطلاح‌های مترادف
اصلاح‌های مترادف به اصطلاح‌هایی می‌گویند که تقریباً هم‌معنای یکدیگر هستند و استفاده از آن‌ها در یک حوزه کاربرد دارد. به عنوان نمونه در زبان فارسی سر کسی را کلاه گذاشتن، سر کسی را شیره مالیدن و کلاه از سر کسی برداشتن همه به معنای کسی را فریب دادن است. جدول زیر مثالی را در زبان انگلیسی ارائه می‌دهد. مفهوم اصطلاح‌های این جدول به معنای شرایط سخت و بروز مشکلات است.
| growing pains              | rock the boat               | a stumbling block               |
| not have a leg to stand on | be in the doghouse          | a thorny question/issue/problem |
| a sticky situation         | put your foot in your mouth | in dire straits                 |

یا برای مثال بیشتر اصطلاح‌های جدول زیر همگی بیانگر و توصیف‌کننده یک آدم دیوانه، گیج، روانی، عجیب، احمق و نادان است.
| have screw loose        | be (as) nutty as a fruitcake | a stumbling block |
| have bats in the belfry | round the bend               | a thorny          |
| be out to lunch         | (فعل عبارتی) flip out        | in dire straits   |

### واژه‌نامه
- واژه‌نامه ۱ اصطلاح‌های انگلیسی
- واژه‌نامه ۲ اصطلاح‌های انگلیسی